# Ernst Häyrén
Ernst Fredrik Häyrén, född 17 mars 1878 i Lembois, död 20 november 1957 i Helsingfors, var en finländsk botaniker. Han var far till målaren Ann-Marie Häyrén-Malmström.
Häyrén avlade filosofie doktorsexamen 1915 Han blev docent 1922 och var 1926–1945 adjunkt i botanik vid Helsingfors universitet. Han ägnade sig som forskare främst åt den marina växtgeografin och företog vetenskapliga undersökningar bl.a. i Ekenäs- och Tvärminnetrakterna, i närheten av Björneborg och vid Petsamos kust. Vid sidan om sin vetenskapliga gärning var han verksam som publicist och skollärare.
Häyrén erhöll professors titel 1942.